# Ramboll

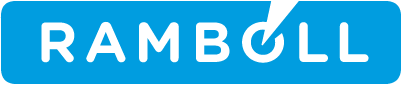
Logotipo Ramboll Institucional

Ramboll Group S.A (também conhecido como "Ramboll") é um grupo de engenharia, arquitetura e consultoria.

## História
A Ramboll foi fundada em outubro de 1945 como "Rambøll & Hannemann" em Copenhague, Dinamarca. Em 1991, a empresa se fundiu com "B. Højlund Rasmussen A / S" em "Rambøll, Hannemann & Højlund A / S".  Em 2003, a empresa se fundiu com a Swedish Scandiaconsult tornando-a a maior empresa de consultoria de engenharia dos países nórdicos.

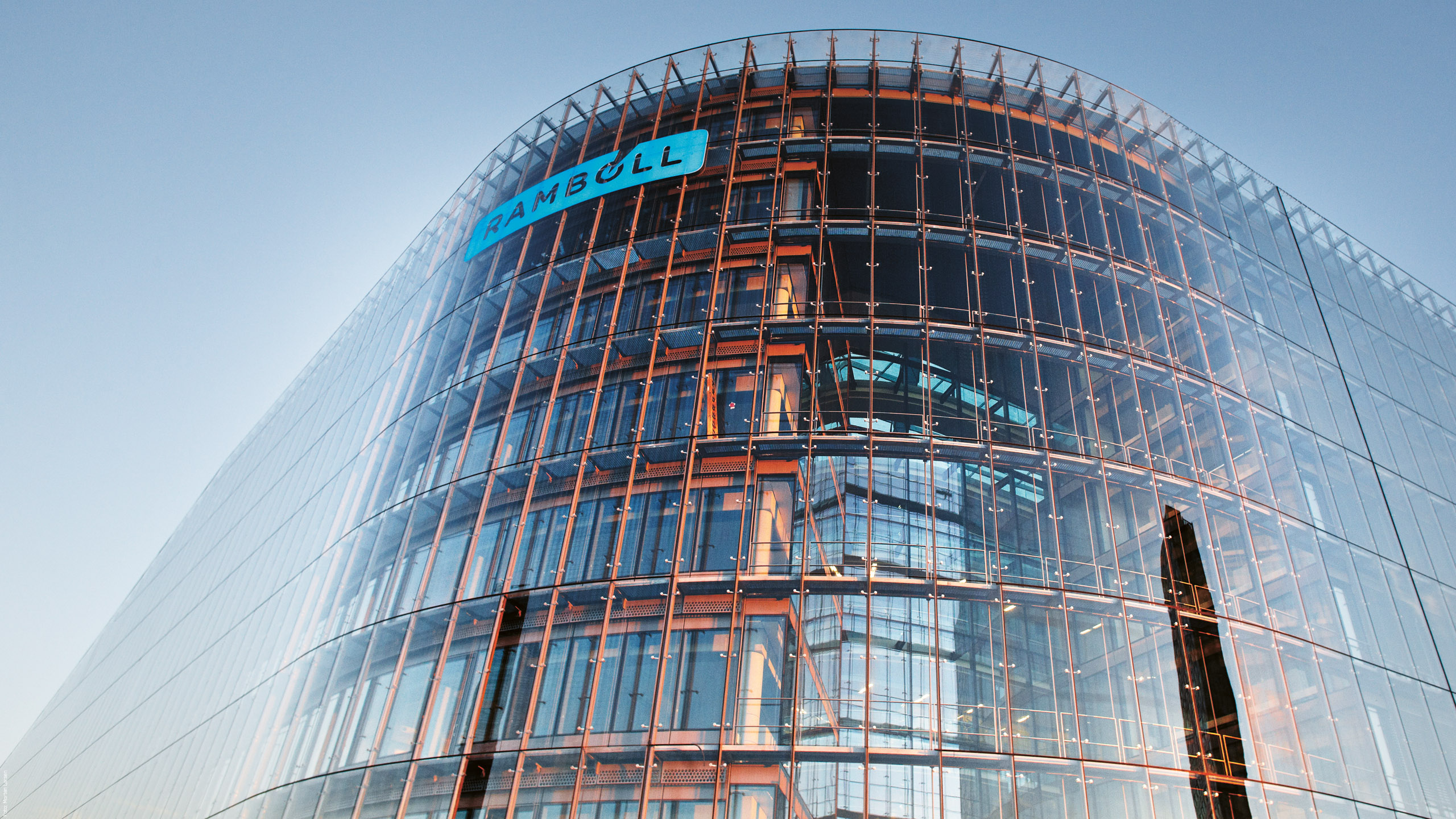
Foto do escritório de matriz da Ramboll, em Ørestad, Copenhague, Dinamarca.

No verão de 2007, a Ramboll ampliou sua presença geográfica ao adquirir a empresa de engenharia Whitbybird, com sede no Reino Unido. Quando a Whitbybird foi adquirida, a empresa empregava 680 pessoas e tinha escritórios em todo o Reino Unido, Itália, Índia e Emirados Árabes Unidos . Em abril de 2008, a presença da Ramboll na Índia foi fortalecida com a aquisição da empresa de design de telecomunicações indiana ImIsoft.

### 1945-1991: Fundação e crescimento inicial
A Ramboll foi fundada em outubro de 1945 como "Rambøll & Hannemann" em Copenhague por Børge Johannes Rambøll (1911-2009) e Johan Georg Hannemann (1907-1980). Ambos trabalharam e estudaram na Universidade Técnica da Dinamarca (DTU). Seus primeiros projetos incluíram um design para o telhado de uma fábrica de roupas e o passeio 'Ballongyngen' no parque temático Tivoli Gardens em Copenhage. Eles ganharam contratos importantes com os serviços de engenharia de transmissão dinamarqueses ('Radioingeniørtjenesten') para construir torres de transmissão na Dinamarca e na Noruega, após 1950.Isso levou a empresa a também trabalhar com torres de linha de alta tensão para usinas de energia, assim como com diretoria de telefone da Noruega. Além dos escritórios em Copenhagen e Aarhus, uma nova filial foi aberta em Oslo, em 1976.

### 1991–2003: Expansão na região nórdica
Em 1991, a empresa se fundiu com "B. Højlund Rasmussen A / S" para formar "Rambøll, Hannemann & Højlund A / S". Uma nova fusão com a Scandiaconsult em 2003, tornou-a a maior empresa de consultoria em engenharia na região nórdica.

### 2003 – presente: crescimento internacional
Em 2006, a empresa adquiriu a Storvik & Co, na Noruega.
Em agosto de 2007, a Ramboll comprou a empresa privada de engenharia Whitbybird, com sede no Reino Unido. Na época da aquisição, a Whitbybird empregava 680 pessoas, com escritórios em todo o Reino Unido, Itália, Índia e Emirados Árabes Unidos, tsendo a maior aquisição feita pelo Grupo Ramboll desde a fusão com a Scandiaconsult, em 2003.
Em março de 2011, Ramboll comprou a empresa privada de engenharia Gifford,com sede no Reino Unido. A Gifford também possuía escritórios em todo o mundo.
Também em março de 2011, a Ramboll adquiriu a seção de engenharia de energia da DONG Energy (agora Ørsted A / S), DONG Energy Power.
Mais tarde naquele ano, em julho de 2011, a Ramboll Informatik foi alienada para a empresa dinamarquesa de TI KMD .
Em 2014, a Ramboll adquiriu a consultoria global com sede nos Estados Unidos, a ENVIRON, agregando mais de 1.500 especialistas em ciências ambientais e de saúde em 21 países.
Em 2018, a Ramboll adquiriu a consultoria norte-americana de engenharia e design OBG (formalmente O'Brien & Gere ), adicionando mais 950 consultores à equipe norte-americana da  Ramboll. Desde 1º de janeiro de 2019, a Ramboll Américas reúne um dos maiores times de especialistas em engenharia e ciências no Brasil, Canadá, México e Estados Unidos.
Em dezembro de 2019, a Ramboll anunciou a aquisição da Henning Larsen Architects, efetivada a partir de 2 de janeiro de 2020.
2020 foi um ano sem precedentes e desafiador, marcado pela crise sanitária global promovida pela COVID-19, que resultou no bloqueio parcial e total de sociedades e economias em todo o mundo. Mesmo com as incertezas econômicas e as rápidas mudanças sociais causadas pela pandemia, o desempenho financeiro da Ramboll em 2020 foi satisfatório.

## Propriedade
Todas as ações do Grupo Ramboll S.A. pertencem à Fundação Ramboll (aproximadamente 97,5% das ações) e aos acionistas funcionários da Ramboll, chamados Ramboll Partners (aproximadamente 2,5% das ações).

## Organização
A Ramboll Group SA possui unidades de negócios, que são implementadas nas suas filiais em vários países europeus. Além de todos os países nórdicos, também possui sedes nos países bálticos e escritórios de projetos em todo o mundo.

### Gestão
O Fórum de Diretores do Grupo Ramboll (FDG) é composto pelo CEO, CFO, Diretor de Desenvolvimento, Diretor de Mercado, Diretores Administrativos das oito Unidades Estratégicas de Negócios e os quatro Diretores da Área de Serviço. É o órgão de gestão operacional do Grupo Ramboll.

### Unidades de negócios
- Ramboll Dinamarca
- Ramboll Suécia
- Ramboll Noruega
- Ramboll Finlândia
- Ramboll Reino Unido (anteriormente Ramboll Whitbybird) [11]
- Ramboll Oriente Médio e Ásia
- Ramboll América (Canadá, EUA, México, Brasil)
- Ramboll Consultoria de Gestão
- Ramboll Oléo & Gás
- Ramboll Energia[12]
- Ramboll Planejamento Urbano & Design
- Ramboll Meio Ambiente & Saúde
- Ramboll Água
- Ramboll América (EUA, Canadá, México, Brasil)

## Projetos de grande escala

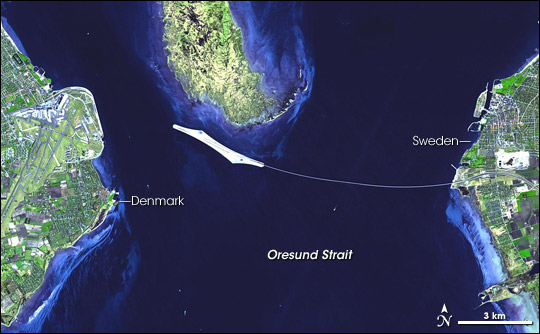
Imagem de satélite da Ponte Oresund.

Ramboll está envolvida em muitos projetos internacionais de grande escala. Dentre eles, merecem destaque, por exemplo, o papel fundamental no trabalho da Ponte Oresund (1995–1999), conectando Copenhagen, na Dinamarca, com Malmö, na Suécia. A ponte é uma das infraestruturas mais importantes da Dinamarca. A rota internacional europeia E20 atravessa a ponte, assim como a  linha ferroviária de Oresund.

A Ramboll apoia o ESO durante a construção do E-ELT.

A Ramboll também estive envolvida no planejamento e na construção da Ponte do Great Belt (1988–1998) na Dinamarca. A construção da ligação fixa tornou-se o maior projeto de construção da história da Dinamarca. Foram construídas uma ferrovia de duas vias e uma rodovia de quatro pistas de 18 quilômetros para conectar Halsskov na Zelândia com Knudshoved em Funen. A Ponte, possui o quinto maior vão livre do mundo com 1 600 metros.

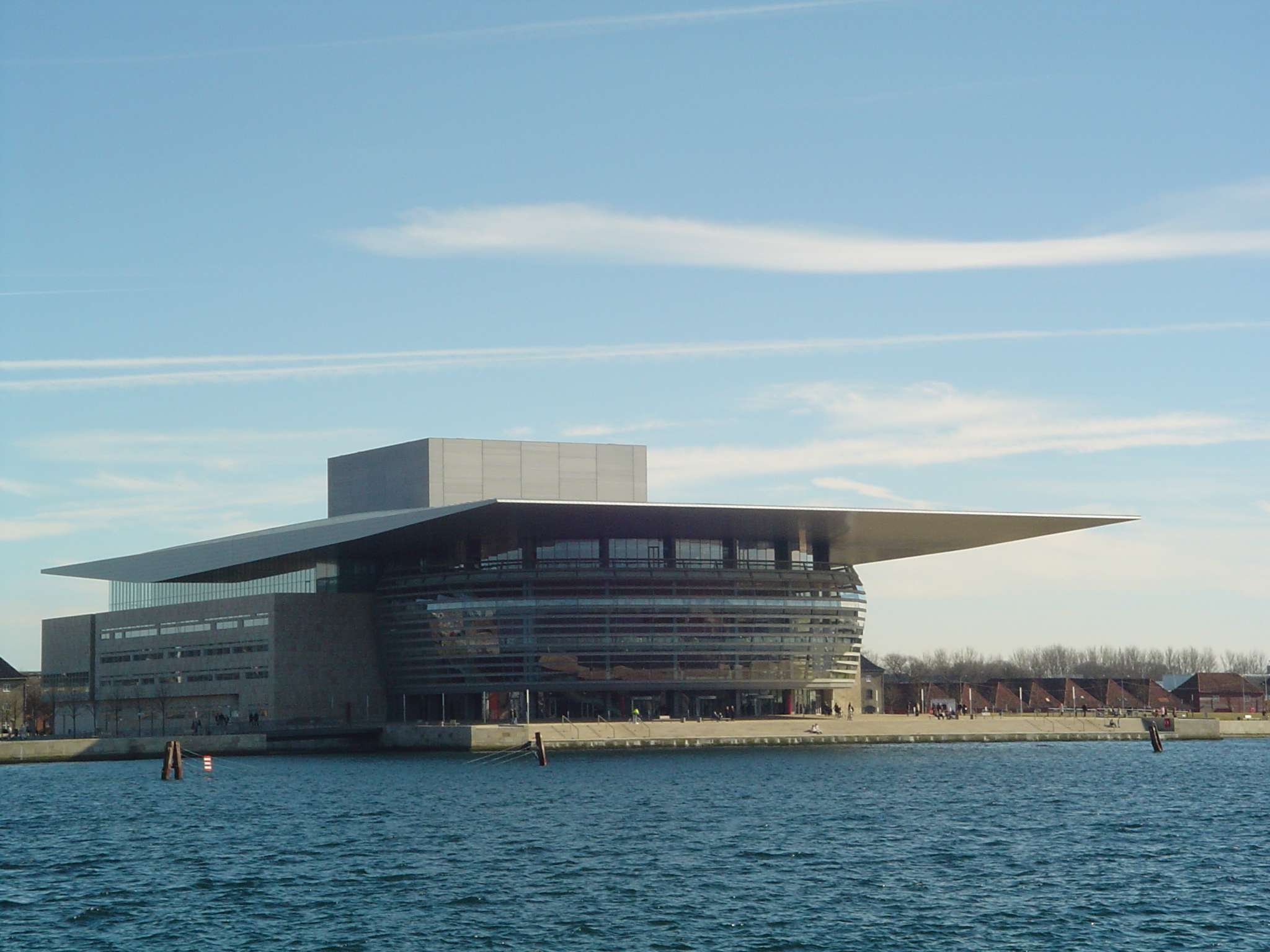
Casa de Ópera de Copenhague 2005

A Ramboll foi a principal engenharia da nova Ópera Real Dinamarquesa, a Copenhagen Opera House . Como consultor líder no projeto, a  Ramboll entregou os design de engenharia, incêndio e segurança, gerenciamento de projeto, engenharia estrutural, engenharia geofísica, engenharia geotécnica, engenharia HVAC, engenharia elétrica, engenharia de ponte, engenharia de tráfego, planejamento de tráfego e serviços de segurança de tráfego. Isso foi realizado entre 2001 e 2004.
Uma característica do edifício Ópera é o telhado gigantesco, que cobre todo o edifício e se estende até a frente do porto. Medindo 158 metros x 90 metros, o telhado do Ópera é uma das maiores construções de telhado do mundo. O design inovador do telhado, que a Ramboll projetou em cooperação com a Henning Larsen Architects, foi a razão para o prédio ganhar o "The 2008 IABSE Outstanding Structure Award". O Comitê que escolheu a Ópera como vencedora elogiou o projeto do telhado e o uso dos princípios de construção da ponte. Esses princípios fornecem resistência, estabilidade e rigidez ao telhado de 43 metros de comprimento, desde as  colunas do foyer até o canto mais distante do telhado.
A Ramboll foi responsável pela engenharia das estruturas da nova extensão da Tate Modern, inaugurada em 17 de junho de 2016 em Londres, o museu de arte moderna mais visitado do mundo.
Ramboll está atualmente trabalhando em vários projetos relativos à ligação da infraestrutura dos países nórdicos. Entre eles estão os projetos das Redes Transeuropeias e da Ligação Fixa do Estreito de Fehmarn , o túnel submerso mais longo do mundo.
Internacionalmente, a Ramboll também se destacou por estar envolvida em projetos como o Chicago Lakeside Development, Ferrari World em Abu Dhabi King Abdullah Petroleum Studies e Centro de Pesquisa na Arábia Saudita e o novo Museu Nacional de Arte, Arquitetura e Design em Oslo .
No Brasil, um dos principais projetos da Ramboll,  foi executar um monitoramento independente das ações de reparação dos danos da região atingida pelo desastre do rompimento da barragem de Fundão, de propriedade da empresa Samarco Mineração S.A., ocorrido em 05 de novembro de 2015 em Mariana (MG). Neste caso, a Ramboll atuou desde 2017 como especialista em suporte ao Ministério Público Federal.

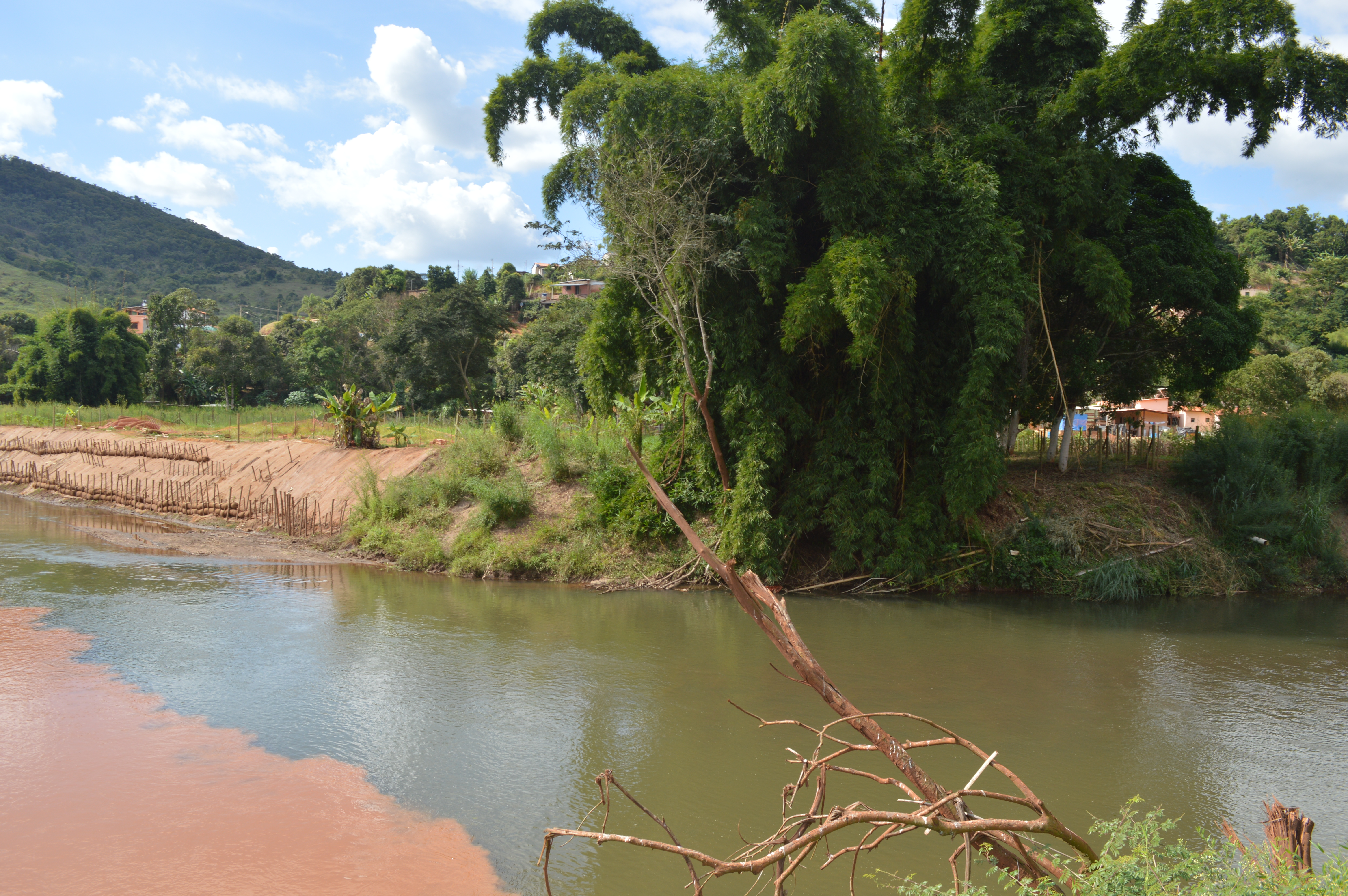
Rio Doce, onde 44 milhões de metros cúbicos de rejeitos de mineração de ferro foram derramados devido ao rompimento da barragem de Fundão em Mariana, no dia 05 de novembro 2015.